# Seosan
Seosan is een stad in de Zuid-Koreaanse provincie Chungcheongnam-do. De stad telt 154.000 inwoners en ligt in het westen van het land.

## Stedenbanden
- Hoei, België
- Tenri, Japan